# Lotus 12
La Lotus 12 è stata la prima monoposto con la quale la scuderia inglese Lotus, ha preso parte al campionato del mondo di Formula 1.

## Storia
Originariamente era stata concepita per competere in un'altra categoria, la Formula 2, nel 1957. 
Tuttavia, era stato recentemente istituito il campionato del mondo di Formula 1 (1950), e il padrone del team, nonché progettista dei bolidi, Colin Chapman, decise che era giunto il momento di esordire nel nuovo campionato.
Chapman era un tecnico estremamente valido, ma anche esperto, visto che aveva già lavorato negli ambienti della Formula 1, come consulente delle scuderie Vanwall e BRM.
Questo background lo convinse a cimentarsi in una nuova sfida, così fondò il proprio team, e la prima auto da competizione che realizzò fu la Lotus 12.
Nonostante l'abilità di Chapman, la vettura risultò essere poco competitiva, sia in Formula 2 che in Formula 1.
Malgrado gli scarsi risultati, la macchina anticipava già quello che sarebbe stata l'evoluzione tecnica del team, e se vogliamo anche della Formula 1 in generale.
Infatti la Lotus e Chapman sono divenuti famosi, oltre che per i risultati lusinghieri, anche per le rivoluzioni tecniche che hanno portato nel mondo delle competizioni a quattro ruote.
La Lotus 12 in effetti, stravolgeva l'impostazione meccanica classica delle automobili.

## Tecnica
Il motore era sito anteriormente in posizione longitudinale, e trasferiva il moto alle ruote posteriori.
In principio venne usato un motore Coventry Climax V8 di 1100 cc, ma successivamente fece spazio a un 4 cilindri in linea 2000 cc sempre Coventry Climax. Quest'ultimo è quello impiegato in Formula 1. Ambedue erano motori aspirati.
Fino a qui però, nessuna innovazione.
I salti in avanti riguardarono le sospensioni posteriori, il cambio e l'impiego di materiali di nuova concezione, diversi dagli acciai.
Chapman era sempre alla continua ricerca di soluzioni che permettessero di ridurre il peso del mezzo, ed abbassarne il baricentro.
Per far ciò, costruì dei particolari cerchioni in lega di magnesio, che permettevano di ridurre il peso e mantenere invariata la resistenza.
Inizialmente la Lotus 12, avrebbe dovuto adottare il ponte De Dion, come soluzione per le sospensioni posteriori, ma Chapman decise di utilizzare una sorta di configurazione MacPherson, meglio nota come Chapman strut.
Questa configurazione ben si sposa col principio del telaio monoscocca, che lui stesso svilupperà.
In ultima analisi si può parlare del cambio, il quale era studiato in modo da poter eliminare il tunnel di trasmissione, e poter dunque fa sedere il pilota il più in basso possibile, migliorando notevolmente il punto ove si trovava il centro di gravità e dunque la tenuta di strada della macchina.
Questo congegno però non venne architettato da Chapman, ma dai tecnici Richard Ansdale e Harry Mundy, i quali tuttavia, non riuscirono ad eliminare il problema della lubrificazione degli ingranaggi.

## Risultati Formula 1
Il debutto in Formula 1 avvenne nel Gran Premio di Monaco 1958, seconda gara stagionale.
La vettura, pilotata da Cliff Allison e Graham Hill, non si dimostrò particolarmente brillante, tuttavia, Allison arrivò a ridosso della zona punti, ossia si classificò in sesta posizione. Piazzamento per il quale, a quel tempo, non era prevista l'assegnazione di punti. 
Hill invece fu costretto al ritiro al sessantanovesimo giro.
Nella gara successiva, sul circuito olandese di Zandvoort, la Lotus ottenne lo stesso risultato del Gran Premio monegasco, con Allison sesto, e Hill ritirato a causa di un surriscaldamento dopo 40 giri.
Alla prova di Zandvoort, seguì la 500 Miglia di Indianapolis, all'epoca valevole anche per il campionato mondiale di Formula 1.
La Lotus, come tutte le squadre europee, non vi prese parte.
Perciò riapparve nel mondiale, al Gran Premio del Belgio, che si corse sul circuito di Spa-Francorchamps.
È particolarmente importante ricordare quest'evento, in quanto grazie al quarto posto di Cliff Allison, la squadra conquistò gli unici punti dell'anno, ossia 3.
Per l'ennesima volta, Hill si ritirò, in questo caso per il cedimento del motore.
Arriva la gara di Reims, in Francia. Per la prima volta durante l'anno, il team di Colin Chapman, non riesce a concludere la gara con almeno una macchina.
Tutti e due i piloti si ritirano.
La gara di Allison finisce dopo soli 6 giri, per la rottura del motore, mentre Hill termina dopo 33 giri, per il surriscaldamento della sua monoposto, che però non era la Lotus 12, bensì la Lotus 16, modello successivo ed evoluto della 12, che in questa occasione venne guidata solo da Allison.
Nelle seguenti gare in Gran Bretagna, Germania, Portogallo e Italia, la Lotus 12 lascia il posto alla Lotus 16.
La scuderia decise di passare al nuovo modello, in quanto non si vedevano ulteriori margini di sviluppo per la 12, la quale comunque, prese parte al Gran Premio di Germania (al Nürburgring), e d'Italia (a Monza), con il team Ecurie Demi Litre.
Questa era una scuderia privata, che non correva con auto proprie, ma le comprava dai costruttori, ed infatti venne acquistata una Lotus 12 del Team Lotus.
In quelle due gare, venne pilotata da Ivor Bueb e da Cliff Allison, rispettivamente in Germania e Italia, che si piazzarono undicesimo e ottavo.
L'ultima apparizione della Lotus 12, per il Team Lotus, si verificò nell'ultima gara stagionale, ossia al GP del Marocco ad Ain Diab.
L'auto, pilotata da Cliff Allison, concluse in decima posizione.
Il britannico Dennis Taylor, iscritto come privato al Gran Premio di Gran Bretagna 1959, non riuscirà a qualificarsi per la gara.

## Statistiche Formula 1
- campionati disputati: 2
- anno: 1958, 1959
- gran premi disputati: 8
- partenze: 5 (Cliff Allison, 4 per il Team Lotus, 1 Ecurie Demi Litre), 4 (Graham Hill, Team Lotus), 1 (Ivor Bueb, Ecurie Demi Litre
- giri più veloci in gara: nessuno
- pole position: nessuna
- vittorie: nessuna
- podi: nessuno
- piazzamenti a punti: 1, 1 (Cliff Allison)
- punti: 3, 3 (Cliff Allison)
- piazzamento in campionato: 11°
- titoli: nessuno

## Piloti
- Cliff Allison -  Regno Unito - Team Lotus ed Ecurie Demi Litre
- Graham Hill -  Regno Unito - Team Lotus
- Ivor Bueb -  Regno Unito - Ecurie Demi Litre
- Dennis Taylor -  Regno Unito - Privato

## Scheda tecnica
Motore (versione Formula 1)
- Coventry Climax FPF
- 4 cilindri in linea, 2000 cc, (1500 cc versione Ecurie Demi Litre, 2200cc versione evoluta Team Lotus)
- anteriore longitudinale
- distribuzione bialbero a camme in testa
- due valvole per cilindro
- alimentazione a due carburatori
- alesaggio 86,4 mm
- corsa 83,8 mm
- rapporto di compressione 12,4:1
- potenza 140 CV (versione 2000cc Team Lotus)

Autotelaio
- telaio a traliccio tubolare in alluminio
- sospensioni anteriori a triangoli sovrapposti, molle elicoidali e barra antirollio
- sospensioni posteriori MacPherson-Chapman Strut, molle elicoidali
- freni a disco sulle quattro ruote
- cambio Lotus querbox meccanico manuale a 5 marce
- trazione posteriore

Dimensioni e peso
- 320 chilogrammi
- lunghezza 3325 mm
- larghezza 1523 mm
- altezza 888 mm